# Tortuna socken
Tortuna socken i Västmanland ingick i Yttertjurbo härad, uppgick 1967 i Västerås stad och området ingår sedan 1971 i Västerås kommun och motsvarar från 2016 Tortuna distrikt.
Socknens areal är 36,31 kvadratkilometer, varav 36,11 land. År 2000 fanns här 760 invånare. Tätorten och kyrkbyn Tortuna med sockenkyrkan Tortuna kyrka ligger i socknen.  

## Administrativ historik
Tortuna socken har medeltida ursprung. 
Vid kommunreformen 1862 övergick socknens ansvar för de kyrkliga frågorna till Tortuna församling och för de borgerliga frågorna till Tortuna landskommun. Landskommunens inkorporerades 1952 i Tillberga landskommun som uppgick 1967 i Västerås stad som 1971 ombildades till Västerås kommun. Församlingen uppgick 2006 i Tillberga församling.
1 januari 2016 inrättades distriktet Tortuna, med samma omfattning som församlingen hade 1999/2000.  
Socknen har tillhört fögderier, tingslag och domsagor enligt vad som beskrivs i artikeln Yttertjurbo härad. De indelta soldaterna tillhörde Västmanlands regemente, Livkompaniet och Väsby kompani och Livregementets grenadjärkår, Östra Västmanlands kompani.

## Geografi
Tortuna socken ligger nordost om Västerås kring Sagåns tillflöde Lillån. Landskapet i denna del av Västmanland är flackt och ännu agrart präglat. I sydöstlig riktning rinner Lillån, vars dalgång är av intresse för både kultur- och naturvården. Socknens gårdar ligger i det öppna slättlandskapet, ofta omgivna av lövträd. Några byar har trots sprängning vid 1800-talets skiften behållit en gammal bykaraktär, exempelvis Ekeby, Nicktuna och Nortuna.
Genom järnvägens tillkomst 1876 utvecklades ett stationssamhälle söder och väster om kyrkbyn. Vid 1990-talets järnvägsutbyggnad fick banan en sydligare dragning och samhället har kommit att hamna mer avsides. 

## Fornlämningar
Bronsåldern representeras av spridda stensättningar samt skärvstenshögar samt av tjugo små hällristningar och en mängd skålgropar. Från järnåldern finns 25 små gravfält.
Vidare finns stensträngar och två runstenar.

## Namnet
Namnet (1331 Thyritunum) kommer från kyrkbyn. Förleden innehåller ett tidigare namn på tingsplatsen för Yttertjurbo härad på Lunboberget, thyre, från thiur, 'bergshöjd'. Efterleden är tuna, 'inhägnad'.

## Befolkningsutveckling
| Befolkningsutvecklingen i Tortuna socken 1750–1990                                                      | Befolkningsutvecklingen i Tortuna socken 1750–1990 | Befolkningsutvecklingen i Tortuna socken 1750–1990 | Befolkningsutvecklingen i Tortuna socken 1750–1990 | Befolkningsutvecklingen i Tortuna socken 1750–1990 |
| --- | -------------------------------------------------- | -------------------------------------------------- | -------------------------------------------------- | -------------------------------------------------- |
| |                                                    |                                                    |                                                    |                                                    |
| År |                                                    |                                                    | Folkmängd                                          |                                                    |
| 1750 | 1750                                               |                                                    | 677                                                |                                                    |
| 1760 | 1760                                               |                                                    | 638                                                |                                                    |
| 1769 | 1769                                               |                                                    | 668                                                |                                                    |
| 1780 | 1780                                               |                                                    | 698                                                |                                                    |
| 1790 | 1790                                               |                                                    | 617                                                |                                                    |
| 1800 | 1800                                               |                                                    | 733                                                |                                                    |
| 1810 | 1810                                               |                                                    | 657                                                |                                                    |
| 1820 | 1820                                               |                                                    | 689                                                |                                                    |
| 1830 | 1830                                               |                                                    | 705                                                |                                                    |
| 1840 | 1840                                               |                                                    | 678                                                |                                                    |
| 1850 | 1850                                               |                                                    | 642                                                |                                                    |
| 1860 | 1860                                               |                                                    | 682                                                |                                                    |
| 1870 | 1870                                               |                                                    | 761                                                |                                                    |
| 1880 | 1880                                               |                                                    | 840                                                |                                                    |
| 1890 | 1890                                               |                                                    | 939                                                |                                                    |
| 1900 | 1900                                               |                                                    | 916                                                |                                                    |
| 1910 | 1910                                               |                                                    | 902                                                |                                                    |
| 1920 | 1920                                               |                                                    | 845                                                |                                                    |
| 1930 | 1930                                               |                                                    | 837                                                |                                                    |
| 1940 | 1940                                               |                                                    | 704                                                |                                                    |
| 1950 | 1950                                               |                                                    | 600                                                |                                                    |
| 1960 | 1960                                               |                                                    | 523                                                |                                                    |
| 1970 | 1970                                               |                                                    | 457                                                |                                                    |
| 1980 | 1980                                               |                                                    | 430                                                |                                                    |
| 1990 | 1990                                               |                                                    | 542                                                |                                                    |
| Anm: Källor: Umeå universitet - Tabellverket 1749-1859, Demografiska databasen, CEDAR, Umeå universitet |                                                    |                                                    |                                                    |                                                    |